# Анастасий Струмицкий
Анаста́сий Струмицкий (болг. Спас Струмски (Солунски), греч. Αναστάσιος ἐκ Βουλϒαρίας; 1774, с. Радовиш, провинция Струмица — 8 или 29 августа 1794, Салоники) — православный святой, почитаемый как мученик. Память совершается (по юлианскому календарю): в Болгарской церкви — 29 августа, в Элладской церкви — 8 августа.
Анастасий был оружейником (в греческих источниках — торговцем одеждой). В 20 лет он отправился в Салоники, в поисках работы. Мастер, к которому он поступил учеником, велел Анастасию надеть турецкую одежду, чтобы не платить на рынке налог, взимаемый с христианских торговцев. Анастасий выполнил это указание, но на рынке у него потребовали произнести мусульманское исповедание веры. Он отказался и был заключён в тюрьму. Анастасия подвергли истязаниям, а затем приговорили к повешению за «поношение Магомета». Святой скончался по пути к месту казни от полученных ран.